# Kongress Christlicher Führungskräfte
Der Kongress Christlicher Führungskräfte (KCF) ist eine alle zwei Jahre an wechselnden Orten stattfindende Veranstaltung für Menschen in Leitungspositionen. Organisatorin ist die evangelikale Nachrichtenagentur idea. Vorsitzender war bis 2017 Horst Marquardt und ist seither Martin Scheuermann.

## Ziele
Ziel des Kongresses ist es nach eigenen Angaben, Brücken zwischen Kirche und Management zu schlagen. In einer Selbstdarstellung heißt es: „Der KCF will der bedeutendste Wertekongress sein, der Führungskräfte inspiriert & befähigt, christliche Werte in ihrem Berufsalltag zu leben und dadurch die Gesellschaft zu verändern. […] Auf dem KCF haben die Teilnehmer die Möglichkeit, Fragen des ethischen Handelns zu diskutieren und sich über ihre Erfahrungen auszutauschen. Gemeinsam wollen wir Antworten auf die Fragen finden, die aktuelle Entwicklungen und Trends an werteorientierte Führungskräfte stellen. Ziel ist, uns wieder neu zu motivieren, unsere Werte zu leben und im Alltag spürbar werden zu lassen.“

## Kongresse und Teilnehmer

Früheres Logo

| Jahr | Veranstaltungstage      | Teilnehmerzahl | Veranstaltungsort |
| ---- | ----------------------- | -------------- | ----------------- |
| 1999 | 4. bis 6. Februar       | 1.000          | Fellbach          |
| 2001 | 4. bis 6. Januar        | 1.400          | Kassel            |
| 2003 | 16. bis 18. Januar      | 2.200          | Hannover          |
| 2005 | 20. bis 22. Januar      | 2.500          | Nürnberg          |
| 2007 | 18. bis 20. Januar      | 3.500          | Leipzig           |
| 2009 | 26. bis 28. Februar     | 3.808          | Düsseldorf        |
| 2011 | 24. bis 26. Februar     | 3.792          | Nürnberg          |
| 2013 | 17. bis 19. Januar      | 3.200          | Leipzig           |
| 2015 | 26. bis 28. Februar     | 3.200          | Hamburg           |
| 2017 | 23. bis 25. Februar     | 2.900          | Nürnberg          |
| 2019 | 28. Februar bis 2. März | 3.250          | Karlsruhe         |
| 2021 | 18. bis 19. Juni        | 2.200          | nur online        |
| 2023 | 27. bis 29. April       | 2.200          | Berlin            |
| 2025 | 6. bis 8. März          |                | Karlsruhe         |

### 2009
Referenten des Kongresses waren u. a. Jürgen Rüttgers, Joachim Meisner, Claus Hipp und Friedhelm Loh.

### 2011

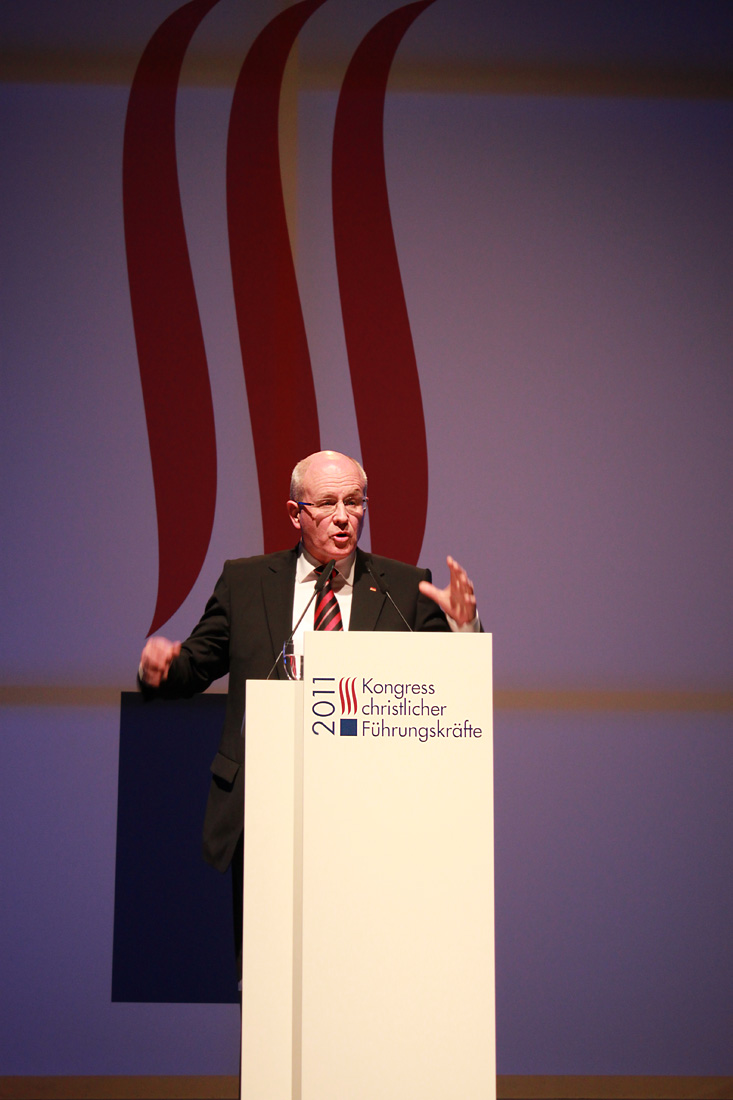
Volker Kauder auf dem Kongress am 25. Februar 2011

Referenten des Nürnberger Kongresses waren u. a. Volker Kauder, der für Karl-Theodor zu Guttenberg einsprang, Manfred Maus, Marie-Luise Dött und Prabhu Guptara.

### 2013
Referenten des Kongresses waren u. a. Nicola Leibinger-Kammüller, Tomás Sedlácek, Hans-Peter Friedrich und Joey Kelly.

### 2015
Referenten des Kongresses waren Manfred Lütz, Johannes Kärcher, Bischof Hans-Jürgen Ambromeit und John Lennox.

### 2017
Referenten des Kongresses waren Philipp Rösler, Volker Kauder, Vishal Mangalwadi und Michael Hüther.

### 2019
Referenten des KCF19 waren u. a. Thomas Middelhoff, Markus Spieker, Volker Kauder und Daniel Böcking.

### 2021
Der Kongress war ursprünglich für den 11. bis 13. Februar 2021 in Berlin geplant, wurde aber ein halbes Jahr vorher wegen der COVID-19-Pandemie in Deutschland verschoben und sollte stattdessen im Sommer 2021 in Leipzig stattfinden. Am 24. Februar wurde veröffentlicht, dass der Kongress wegen der anhaltenden Pandemie komplett online stattfindet.

### 2023
Der KCF23 fand vom 27. bis 29. April 2023 in Berlin statt. Daran nahmen 2.200 Besucher teil. Schwerpunktthemen waren Change, Sustainability und Hope. Zu den Rednern gehörten der Vorstandsvorsitzende der Daimler Truck AG, der Direktor und Chefökonom am Potsdam-Institut für Klimafolgenforschung, Prof. Ottmar Edenhofer, der australische Agrarwissenschaftler und Preisträger des Alternativen Nobelpreises, Tony Rinaudo (Wangaratta), der YouTuber Johannes Mickenbecker, der Minister für Wirtschaft, Arbeit und Energie des Landes Brandenburg, Jörg Steinbach (SPD), der Professor für Soziologie und Migrationsforschung, Ruud Koopmans (Berlin), sowie Antje Kruse-Schomaker, Design Director bei IBM.

## Preisverleihungen

### Wertepreis für christliche Führungskräfte
Christen, die ihren Glauben nach Ansicht der Veranstalter vorbildlich in ihrer Leitungsposition leben, werden seit 2005 mit dem „Wertepreis für christliche Führungskräfte“ (zuvor: „Preis christlicher Führungskräfte“) ausgezeichnet.
Die zu würdigende Führungskraft
- muss engagierter Christ bzw. engagierte Christin sein,
- muss etwas Außergewöhnliches geleistet haben,
- sollte christliche Werte im Leben und in der Position zeigen,
- sollte ehrenamtlich missionarisch und/oder diakonisch tätig sein.[19]

| Jahr | Preisträger |
| ---- | --- |
| 2005 | Karl-Dietmar Plentz (Bäckerei Plentz, Schwante) |
| 2007 | Petra Pientka (Autohaus Nolte, Iserlohn) Tobias Merckle (Seehaus Leonberg, Stuttgart) |
| 2009 | Jürg Opprecht (Business Professional Network BPN, Bern) Hermann Butting (H. Butting GmbH & Co. KG, Knesebeck) Manuela Strohofer (Rasthof Geiselwind, Geiselwind)                             |
| 2011 | Helmut Mohr (Jomos Schuhfabrik, Selbitz) Frank Erbacher (Erbacher Gruppe, Kleinheubach) Helmut Rosskopf (Rosskopf + Partner AG, Obermehler) Martin Funck (Rosskopf + Partner AG, Obermehler) |
| 2013 | Christian Michel (Cooolcase GmbH, Dresden) |
| 2015 | Martin Dürrstein (Dürr Dental AG) Frithjof Karsten (Diakonia Evangelischer Betreuungs- und Hilfsverein e. V.)                                                                                |
| 2017 | Wilfried Hahn, Friedhelm Seiler, Andreas Nau (easysoft GmbH, Metzingen) |
| 2019 | Michael Hoffmann (FC-Gruppe, Ettlingen) |
| 2023 | Daisy Gräfin von Arnim |

### Innovationspreis
Seit 2019 wird ein Innovationspreis verliehen. Die Verleihung erfolgt während des „Kongresses Christlicher Führungskräfte“.

### Preisträger
- 2019: Der Theologe Amin Josua entwickelte mit seiner Firma „Lightword Productions“ das Computerspiel „One of the 500“, mit dem Jugendliche interaktiv in die Welt der Evangelien eintauchen können, um so spielerisch die Bibel kennenzulernen.

## Kritik
Nach der Veranstaltung im Jahr 2015 in Hamburg veröffentlichte der Norddeutsche Rundfunk einen kritischen Beitrag. Darin wurde unter anderem berichtet, dass im Rahmenprogramm des Kongresses christlicher Führungskräfte in Hamburg eine Ausstellung stattgefunden hat, bei der einige Aussteller radikale fundamentalistische Ansichten verbreitet hatten. Es wurden dort beispielsweise Lehrbücher für Biologie präsentiert, die mit der Darstellung der Schöpfungsgeschichte die Evolutionstheorie widerlegen wollen. Auf dieser Ausstellung waren auch Missionswerke vertreten, die damit warben, Entwicklungs- und Schwellenländer „von der Macht Satans“ zu befreien. Nach der erstmaligen Ausstrahlung dieses Beitrags im NDR-Hörfunkprogramm am 27. Februar 2015 folgte umgehend eine Veröffentlichung der evangelikalen Christlichen Medieninitiative pro, die den zuvor genannten NDR-Beitrag kritisierte.